# Das Kind der Donau
Das Kind der Donau oder alternativ Kind der Donau ist ein österreichischer Musikfilm von Georg Jacoby aus dem Jahr 1950. Es war der erste österreichische Farbfilm.

## Handlung
Die drei Freunde Georg, Heinrich und Oskar ziehen an der Donau entlang und suchen eine Bleibe für den Sommer. Nachdem ein ums andere Mal weder Vermieterin noch Zimmerpreis ihren Vorstellungen entsprechen, lässt sich Schriftsteller Georg allein auf ein altes Donauschiff übersetzen, das verlassen scheint. Heinrich und Oskar kehren währenddessen in eine unweit gelegene Gaststätte ein, in der sie die junge Marika tanzen sehen und ihren Liedern lauschen. Beide planen bereits, aus ihr einen Star zu machen, ist der eine doch Schlagertexter und der andere Bühnenbauer.
Georg hat unterdessen auf dem Kahn ein Bett gefunden und wundert sich, als nachts mit einem Mal Marika vor ihm steht und ihn unsanft weckt. Sie lebt auf dem Schiff, das einst ihrem Vater gehörte. Sie weist Georg in die kleine Kabine, in der der Freund ihres verstorbenen Vaters, Christoph, früher nächtigte. Georg und Marika verstehen sich gut, bis Georg eines Nachts wegbleibt und erst am frühen Morgen zurück auf das Schiff kommt. Während Marika denkt, er sei bummeln gewesen, hat sich Georg in Wirklichkeit bei einer Zeitung beworben und wurde in die Nachtschicht zum Zeitungsverpacken eingeteilt. Er plant, Marika mit dem Geld ihren größten Traum zu erfüllen: das Schiff wieder flott zu kriegen und wie früher die Donau entlangfahren zu können.
Heinrich und Oskar versuchen unterdessen, Marika beim Theater als Star herauszubringen. Als der Direktor des Theaters wegen der aktuellen Theaterkrise sämtliche Vorstellungsgespräche absagt, beschließen alle abgewiesenen Darsteller, unter Marikas Leitung ein eigenes Theaterstück in einem alten Amphitheater unweit der Donau auf die Beine zu stellen. Es wird geprobt, Bühnenkleider entstehen aus Tischdecken und auch die Bühnendekoration wird in Handarbeit hergestellt. Die Generalprobe verläuft ohne Probleme und die erste Vorstellung ist bereits ausverkauft.
Georg weiß von all dem nichts, da er tagsüber schläft und nachts arbeitet. Durch eine Kollegin, die ihn einmal auf dem Schiff besucht hat und von der Marika annehmen musste, dass sie ein Verhältnis mit Georg hat, kam es zwischen Marika und Georg zu Spannungen, die jedoch überwunden scheinen. Umso mehr freut sich Georg auch, Marika von der Entscheidung seines Zeitungsredakteurs zu berichten: Er hat zugestimmt, dass Georg eine Reportagereihe von seinem Leben auf einem Donauschiff schreibt, das auf der Donau fährt. Auch die Kosten für ein Flottmachen des Schiffs und den Unterhalt während der Fahrten will die Zeitung übernehmen. Marika entscheidet sich jedoch dagegen, will sie als Hauptdarstellerin die Theatergruppe nicht im Stich lassen. Es kommt zum Bruch zwischen Marika und Georg, der während eines Gewitters das Schiff verlässt. Während des Gewitters trifft ein Blitz die Theaterbauten und alles brennt ab.
Georg, der in der Zeitung von dem Unglück erfahren hat, kehrt zu Marika zurück. Er überzeugt die Truppe, an einem anderen Theater neu anzufangen und lanciert trotz Schwierigkeiten einen Artikel in der Zeitung, der um Unterstützung der Theatergruppe bittet. Wenig später ist es soweit: In einem weit größeren Theater beginnt die Premiere des folkloristischen Stücks der Theatergruppe. Da der Tenor wegen Heiserkeit nicht auftreten kann, übernimmt Georg seine Rolle, der auch das Stück selbst geschrieben hat. Marika ist zunächst wenig begeistert, als sie ihm auf der Bühne gegenübersteht, doch kommen sich beide während der Vorstellung näher und enden schließlich als Paar.

## Produktion
Das Kind der Donau wurde 1949 im Wiener Atelier Rosenhügel und in der Umgebung von Linz gedreht. Das Atelier Rosenhügel stand zu dieser Zeit unter sowjetischer Generaldirektion und Kontrolle. Die Presse benutzte diesen Umstand zu antisowjetischer Berichterstattung:

„Die [sowjetischen] Rosenhügel-Filme sind auf ‚Deutsch‘ aufgemacht. Sie werden mit deutschen und österreichischen Publikumslieblingen gedreht und laufen unter der unverdächtigen Firmierung ‚Wien-Film am Rosenhügel‘. […] Die arglosen Kinogänger in der Bundesrepublik, die seit Jahren keinen Film sowjetdeutscher Defa-Machart zu sehen bekommen haben, werden mit sowjet-österreichischen Filmen unterhalten. Sie sahen beispielsweise den bunten Marika-Rökk-Revuefilm ‚Kind der Donau‘ …“

Hauptdarstellerin Marika Rökk befand rückblickend, dass Kind der Donau, „mit viel Folklore und unter russischer Hoheit in den Wiener Rosenhügel-Ateliers gedreht, […] in die Mühle der Weltanschauungen [geriet]“. Der Film wurde in Agfacolor gedreht und war der erste österreichische Farbfilm nach 1945. Marika Rökk hatte bereits im ersten deutschen Farbfilm Frauen sind doch bessere Diplomaten die Hauptrolle innegehabt. Die Kosten für den Film beliefen sich auf sieben Millionen Schilling. Die Filmmusik stammte von Nico Dostal, die Liedtexte schrieb Erich Meder. Begleitet wurden die Titel von den Wiener Symphonikern. In Tanzszenen sind Mitglieder des Wiener Staatsopernballetts zu sehen.
Die Uraufführung des Films fand am 2. August 1950 in Salzburg statt. Die deutsche Erstaufführung erfolgte am 4. August 1950 in Berlin-Ost. In der BRD lief der Film erst am 24. Februar 1951 an.

## Kritik
Das Lexikon des internationalen Films bezeichnete Das Kind der Donau als „ein[en] voll auf das Können, den Charme und die ungarisch-wienerische ‚Herzigkeit‘ Marika Rökks aufgebaute[n] Tanz- und Gesangsfilm mit entsprechend dünnem Handlungsfaden“.